# Duas Pátrias
Duas Pátrias : revista documentário luso-brasileira foi uma revista lançada em julho de 1954 tanto em Lisboa como em São Paulo, focando-se nas relações diplomáticas entre Portugal e o Brasil.